# Caso LICOPA
El Caso LICOPA (en francés: l'affaire LICOPA) fue un conflicto diplomático entre la República Popular del Congo (Congo-Brazzaville) y Zaire (actual República Democrática del Congo) durante la Guerra Fría a principios de los años setenta. En ese momento los dos estados vecinos se encontraron en lados opuestos en la política de la Guerra Fría, con Zaire bajo Mobutu Sese Seko un aliado occidental y Congo un estado socialista alineado con la Unión Soviética.
Las autoridades de Zaire afirmaron que la embajada congoleña en Kinshasa había funcionado como intermediaria entre la Liga Congoleña por la Paz y la Amistad entre los Pueblos ("LIgue Co.Leonise pour la Paix et l'Amitié entre les peuples", LICOPA; "licopa" también es la palabra Lingala usada para 'complot secreto') y "subversivos" de Zaire. Según Zaire, LICOPA entrenó a activistas zaireños de la oposición. Varias personas acusadas de relación con LICOPA fueron arrestadas en Zaire, mientras que otras fueron forzadas a exiliarse.
El 21 de agosto de 1971, Zaire declaró al Encargado de Negocios congolés en Kinshasa, Teniente Eyabo, como persona non grata.
En un intento por reactivar las relaciones congoleño-zaireñas, las autoridades congoleñas llevaron a cabo arrestos para apaciguar a Zaire. Uno de los arrestados fue Ando Ibarra, quien había sido acusado de "juicio in absentia" en un tribunal de Kinshasa por poner en peligro la seguridad nacional y difundir "falsos rumores" en el ejército zaireño. Ibarra fue sentenciado a tres años de prisión en Congo.
Sin embargo, el Congo nunca admitió que hubiera habido vínculos entre Ibarra y el teniente Eyado (como lo acusa Zaire). Después de ser liberado, Ibarra fue desterrado del Congo durante diez años.